# La Cienega
La Cienega és una concentració de població designada pel cens dels Estats Units a l'estat de Nou Mèxic. Segons el cens del 2000 tenia 3.007 habitants.

## Demografia
Segons el cens del 2000, La Cienega tenia 3.007 habitants, 1.033 habitatges, i 761 famílies. La densitat de població era de 87 habitants per km².
Dels 1.033 habitatges en un 44,9% hi vivien nens de menys de 18 anys, en un 56,1% hi vivien parelles casades, en un 10,5% dones solteres, i en un 26,3% no eren unitats familiars. En el 19,2% dels habitatges hi vivien persones soles el 2,2% de les quals corresponia a persones de 65 anys o més que vivien soles. El nombre mitjà de persones vivint en cada habitatge era de 2,91 i el nombre mitjà de persones que vivien en cada família era de 3,35.
Per edats la població es repartia de la següent manera: un 31,1% tenia menys de 18 anys, un 8,8% entre 18 i 24, un 33,9% entre 25 i 44, un 22% de 45 a 60 i un 4,3% 65 anys o més.
L'edat mediana era de 32 anys. Per cada 100 dones de 18 o més anys hi havia 104,3 homes.
La renda mediana per habitatge era de 38.028 $ i la renda mediana per família de 46.578 $. Els homes tenien una renda mediana de 31.178 $ mentre que les dones 30.092 $. La renda per capita de la població era de 17.329 $. Aproximadament el 7,2% de les famílies i el 6,8% de la població estaven per davall del llindar de pobresa.

## Poblacions més properes
El següent diagrama mostra les poblacions més properes.